# Spy (serie televisiva)
Spy (스파이?, SeupaiLR) è un drama coreano del 2015.

## Trama
Kim Sun-woo è un talentuoso analista per il Servizio segreto sudcoreano, mentre la madre, Park Hye-rim, è una spia della Corea del Nord; la fidanzata, Lee Yoon-jin, è invece una donna misteriosa e dai molti segreti.